# Baracuda (sastav)
Baracuda je njemački dance projekt kojeg su 2002. godine osnovali Axel Konrad i Ole Wierk iz Suprime Recordsa. Baracudu čine Tobias Lammer, inače poznat kao DJ Toby Sky i vokalistica Suny.

## Povijest
Zasigurno njihova najbolja i najpoznatija pjesma je "Damn! (Remember The Time)". Ova je pjesma postigla 12. mjesto na "German Single Chart". Njihov drugi singl "I Leave The World Today", postao je popularan u ljeto 2003. godine.
Dvije godine kasnije, u srpnju 2005., Baracuda izdaje i treći singl, "Ass Up". Ova je pjesma zauzela 70. mjesto na "German Single Chart". Nakon toga Baracuda izdaje i četvrti singl u svibnju 2005. "La Di Da", najvjerojatnije najpoznatiju njihovu pjesmu.
U kolovozu 2008. grupa izdaje njihov peti singl "I Will Love Again". Ovaj singl je njihov najuspješniji od svih ikada izdanih i zauzeo je 34. mjesto na "German Single Chart". Ova pjesma koristi melodiju iz pjesme "God Is A Girl" Groove Coveragea.
Zadnja pjesma Baracude je "Where Is The Love" i šesti je singl. Ima mnogo melodija i elemenata banda Nightwish iz njihove pjesme Amaranth i koristi zbor. 

## Članovi
- Axel Konrad (Producent)
- Ole Wierk (Producent)
- DJ Toby Sky (Discjockey)
- Suny (Vokal-Live-Gluma)

## Diskografija

### Singlovi
- 2002: "Damn! (Remember The Time)" #12
- 2003: "I Leave The World Today" #25
- 2005: "Ass Up" #70
- 2007: "La Di Da" #100
- 2008: "I Will Love Again" #34
- 2009: "Where Is The Love" #69

## Vanjske poveznice
- Baracuda on Last.fm
- Barcuda on Discogs.com
- Official Page - Baracuda's Official Homepage